# Hypnum imponentiforme
Hypnum imponentiforme là một loài Rêu trong họ Hypnaceae. Loài này được Kindb. mô tả khoa học đầu tiên năm 1900.